# Max-Kon-Min-Prinzip
Das Max-Kon-Min Prinzip ist ein Prinzip zur Planung und Optimierung experimenteller Designs in den Verhaltenswissenschaften. 

## Grundlage
Die Auswertung experimenteller Designs in den Verhaltenswissenschaften beruht häufig auf dem Prinzip der Varianzzerlegung: Die gesamte Varianz der abhängigen Variablen ist die Summe aus Primärvarianz (der Einfluss der unabhängigen Variablen), Sekundärvarianz (Einfluss von weiteren Variablen) und Tertiärvarianz (Einfluss von Zufalls- und Messfehlern).
Das Max-Kon-Min-Prinzip beschreibt Maßnahmen zur Optimierung des Designs mit den Strategien:
- Maximiere die Primärvarianz.
- Kontrolliere die Sekundärvarianz.
- Minimiere die Tertiär- oder Fehlervarianz.

Bei der Planung eines Experimentes sollte der Einfluss der unabhängigen Variablen auf die abhängigen Variablen maximiert werden, um Störgrößen, die unbeabsichtigt die abhängige Variable beeinflussen können, zu kontrollieren und damit die Fehlervarianz zu minimieren (Versuchsplanung).

## Quelle
Das Prinzip geht zurück auf den US-amerikanischen Erziehungspsychologen Fred N. Kerlinger. Er beschreibt die drei Strategien im Kapitel „Research Design as Variance Control“ seines Lehrbuches „Foundations of Behavioral Research“, ohne aber zu einer Abkürzung wie „Max-Con-Min“ oder ähnlichem zu kommen.
Als Maßnahmen für die drei Strategien schlägt Kerlinger vor:
- Maximieren der Primärvarianz („Maximization of experimental variance“)
  - Auswahl der Faktorstufen so, dass möglichst große Unterschiede entstehen („Design, plan, and conduct research so that the experimental conditions are as different as possible.“)
- Kontrollieren der Sekundärvarianz („Control of extraneous variables“)
  - Eliminierung durch Gleichhaltung  („To eliminate the effect of a possible influential independent variable [...] one can choose subjects so that they are as homogeneous as possible on that independent variable.“)
  - Randomisierung („Whenever it is possible to do so, randomly assign subjects to experimental groups and conditions, and randomly assign conditions and other factors to experimental groups.“)
  - Umwandlung in eine unabhängige Variable („An extraneous variable can be controlled by building it into the research design as an assigned variable [...]“)
- Minimieren der Tertiär- oder Fehlervarianz („Minimization of error variance“)
  - Kontrolle der Umgebungsbedingungen
  - Erhöhung der Reliabilität des Messinstruments.